# ブロード・ラン・空港駅
ブロード・ラン・空港駅（英語：Broad Run/Airport Station）は、バージニア州プリンスウィリアム郡にあるバージニア急行鉄道（VRE）のマナサス線の駅。駅の隣はマナサス地域空港。マナサス線の終点。公衆電話と885台の無料のパーキングもある。窓口か自動販売機で切符を買える。バリアフリー対応。